# Kaisa Sali
Kaisa Sali (* 14. August 1981 in Helsinki als Kaisa Maria Lehtonen) ist eine finnische Duathletin und Triathletin. Sie ist mehrfache Ironman-Siegerin (2016, 2017, 2018) und Europameisterin auf der Triathlon-Mitteldistanz (2015). Sie wird geführt in der Bestenliste der Triathletinnen auf der Ironman-Distanz.

## Werdegang
Kaisa Lehtonen schloss ein Studium der Ernährungswissenschaften ab.

1999 startete sie bei den Juniorinnen bei der Triathlon-Europameisterschaft und belegte den 31. Rang. 2001 wurde sie Dreizehnte. Seit 2007 startet sie als Profi-Athletin. Bei der Duathlon-Europameisterschaft 2009 in Budapest wurde sie Dritte.

### Staatsmeisterin Triathlon-Sprint- und Mitteldistanz 2014
Im Juni wurde sie Staatsmeisterin auf der Sprintdistanz und im Juli auch auf der Mitteldistanz.

2014 wechselte sie auch von der Kurzdistanz auf die Langdistanz und sie holte sich im September den Titel der Vize-Weltmeisterin.

### Europameisterin Triathlon-Mitteldistanz 2015
Im Mai 2015 wurde Kaisa Lehtonen Europameisterin auf der Triathlon-Mitteldistanz.
Im April 2016 konnte sie bei ihrem zweiten Start bei einem Ironman-Rennen (3,86 km Schwimmen, 180,2 km Radfahren und 42,195 km Laufen) den Ironman South Africa gewinnen. Beim Ironman Hawaii belegte sie im Oktober den fünften Rang.
Im Mai 2017 heiratete sie Markus Sali und startet seitdem als Kaisa Sali. Im Juni wurde sie Dritte bei den „Ironman 70.3 European Championships“ in Dänemark. Im Oktober 2017 wurde sie beim Ironman Hawaii wie schon im Vorjahr Fünfte, nachdem sie mit der zweitbesten Marathonzeit des Tages (3:01:34 h) viele Plätze hatte wettmachen können.
Bei der Challenge Roth belegte sie im Juli 2018 nach 8:46:49 h mit neuer persönlicher Bestzeit auf der Langdistanz den dritten Rang. Vier Wochen später gewann die 36-Jährige mit dem Ironman Switzerland ihr drittes Ironman-Rennen.
Beim Ironman Hawaii belegte sie im Oktober den siebten Rang.

## Sportliche Erfolge
| Datum/Jahr    | Rang | Wettbewerb                                           | Austragungsort | Zeit     | Bemerkung                                                              |
| ------------- | ---- | ---------------------------------------------------- | -------------- | -------- | ---------------------------------------------------------------------- |
| 3. Juni 2018  | 5    | Challenge – The Championship                         | Šamorín        | 04:13:59 | Challenge World Championships; hinter Lucy Charles                     |
| 13. Mai 2018  | 1    | Ironman 70.3 Monterrey                               | Monterrey      | 04:06:33 |                                                                        |
| 13. Aug. 2017 | 1    | Challenge Turku                                      | Turku          | 04:10:33 | [ 4 ]                                                                  |
| 18. Juni 2017 | 3    | Ironman 70.3 Elsinore                                | Helsingør      | 04:10:28 | Dritte bei den „Ironman 70.3 European Championships“                   |
| 13. Mai 2017  | 3    | Ironman 70.3 Santa Rosa                              | Sonoma County  | 04:23:57 |                                                                        |
| 27. Jan. 2017 | 5    | Ironman 70.3 Dubai                                   | Dubai          | 04:07:40 |                                                                        |
| 28. Aug. 2016 | 1    | Ironman 70.3 Zell am See-Kaprun                      | Zell am See    | 04:30:11 |                                                                        |
| 29. Jan. 2016 | 3    | Ironman 70.3 Dubai                                   | Dubai          | 04:05:03 | erstes Rennen der „Challenge Triple-Crown-Serie“                       |
| 24. Mai 2015  | 1    | ETU Middle Distance Triathlon European Championships | Rimini         | 04:41:14 | Europameisterin auf der Mitteldistanz – im Rahmen des Challenge Rimini |
| 19. Juli 2014 | 1    | FIN Middle Distance Triathlon National Championships | Finnland       | 04:28:35 | Staatsmeisterin auf der Mitteldistanz                                  |
| 14. Juni 2014 | 1    | FIN Sprint Distance Triathlon National Championships | Finnland       | 01:08:18 | Staatsmeisterin auf der Sprintdistanz                                  |
| 25. Mai 2014  | 2    | Ironman 70.3 Austria                                 | St. Pölten     | 04:20:58 |                                                                        |
| 7. Apr. 2012  | 3    | ITU Sprint Triathlon African Cup                     | Larache        | 01:11:58 | Dritte hinter der Spanierin Carolina Routier                           |
| 20. Juni 2009 | 2    | Alpen-Triathlon                                      | Schliersee     |          |                                                                        |
| 23. Juni 2001 | 13   | ETU Triathlon European Championship Junior Women     | Karlsbad       | 01:16:16 |                                                                        |
| 3. Juli 1999  | 31   | ETU Triathlon European Championship Junior Women     | Funchal        | 01:18:35 | Triathlon-Europameisterschaft Juniorinnen                              |

| Datum/Jahr    | Rang | Wettbewerb                                      | Austragungsort | Zeit     | Bemerkung                                       |
| ------------- | ---- | ----------------------------------------------- | -------------- | -------- | ----------------------------------------------- |
| 9. Juni 2019  | 3    | Ironman Cairns                                  | Cairns         | 08:53:52 |                                                 |
| 13. Okt. 2018 | 7    | Ironman Hawaii                                  | Hawaii         | 08:54:26 | [ 5 ]                                           |
| 29. Juli 2018 | 1    | Ironman Switzerland                             | Zürich         | 09:06:01 |                                                 |
| 1. Juli 2018  | 3    | Challenge Roth                                  | Roth           | 08:46:49 | persönliche Bestzeit auf der Ironman-Distanz    |
| 19. Nov. 2017 | 1    | Ironman Arizona                                 | Tempe          | 08:51:54 |                                                 |
| 14. Okt. 2017 | 5    | Ironman Hawaii                                  | Hawaii         | 09:04:40 |                                                 |
| 2. Apr. 2017  | 2    | Ironman South Africa                            | Port Elizabeth | 08:52:25 |                                                 |
| 8. Okt. 2016  | 5    | Ironman Hawaii                                  | Hawaii         |          |                                                 |
| 10. Apr. 2016 | 1    | Ironman South Africa                            | Port Elizabeth | 09:06:50 |                                                 |
| 4. Okt. 2015  | 2    | Ironman Barcelona                               | Calella        | 08:48:40 |                                                 |
| 27. Juni 2015 | 3    | ITU Long Distance Triathlon World Championships | Motala         | 05:33:41 | Triathlon-Weltmeisterschaft auf der Langdistanz |
| 21. Sep. 2014 | 2    | ITU Long Distance Triathlon World Championships | Weihai         | 05:47:47 | Weltmeisterschaft auf der Langdistanz           |

| Datum/Jahr   | Rang | Wettbewerb                          | Austragungsort | Zeit     | Bemerkung |
| ------------ | ---- | ----------------------------------- | -------------- | -------- | --------- |
| 23. Mai 2009 | 3    | ETU Duathlon European Championships | Budapest       | 02:05:15 |           |